# Ocosingo
La città di Ocosingo è a capo dell'omonimo comune, nello stato del Chiapas, Messico. Conta 35 065 abitanti secondo le stime del censimento del 2005 e le sue coordinate sono 16°54'N 92°05'W.

## Storia
Prima dell'arrivo dei conquistadores spagnoli, Ocosingo era un villaggio tzeltal importante al che in esso si concentrarono le attività dei primi missionari che visitarono la regione, secondo quanto riferito da Juan de Villa Gutiérrez Sotomayor.
 
A metà del XVI secolo, numerosi villaggi circostanti vennero spostati a Ocosingo dal frate Pedro de Lorenzo.
 Nel 1564 la popolazione di Pochutla venne anch'essa a unirsi a tale villaggio, formando un paese indipendente.

Nel 1829 sotto il governatore Don Emeterio Pineda, passa alla categoria di "Villa".

Nel 1979 per decreto promulgato da Lic. Salomón González Blanco, governatore ad interim dello stato, viene passato al rango di "Città".

Dal 1983, in seguito alla divisione del Sistema de Planeación, è ubicata nella regione economica VI: SELVA.
Il primo di gennaio 1994 è stata occupata per poche ore dagli insorti dell'Esercito Zapatista di Liberazione Nazionale in seguito a combattimenti tra i più aspri fra quelli seguenti all'insurrezione indigena iniziata quel giorno stesso. Tuttora, le zone montagnose circostanti sono in buona parte controllate dal movimento zapatista e sono zona di "guerra a bassa intensità".

## Toponimia
Ocosingo in lingua náhuatl significa "posto del signore nero".